# Justitia (godin)
Vrouwe Justitia is van oorsprong een Romeinse godin en naderhand de personificatie van het recht. Een afbeelding van haar is vaak te vinden op gerechtsgebouwen en andere plaatsen waar vroeger recht werd gesproken. Haar Griekse tegenhangster is Themis.
Vrouwe Justitia wordt doorgaans afgebeeld als een geblinddoekte figuur, met in haar rechterhand een zwaard en in haar linkerhand een weegschaal. Op de oudste beeltenissen is zij nog afgebeeld met onbedekte ogen.
- Volgens sommigen, staat de blinddoek als symbool voor rechtspraak zonder aanziens des persoons, dat wil zeggen dat niet de personen worden gehoord en veroordeeld, maar slechts de feiten en daden. De theorieën waarom Vrouwe Justitia geblinddoekt wordt afgebeeld (dat is overigens niet altijd zo) zijn echter uiteenlopend en sterk verschillend;
- De weegschaal stelt de afweging van de bewijzen en getuigenissen voor, die in het voordeel of nadeel van de verdachte spreken;
- Het zwaard staat voor het vonnis dat wordt uitgesproken (in sommige gevallen vervangen door de scepter met de hand van justitie);

Soms ligt aan haar voeten de cornucopia, de Hoorn des Overvloeds.

## Fotogalerij

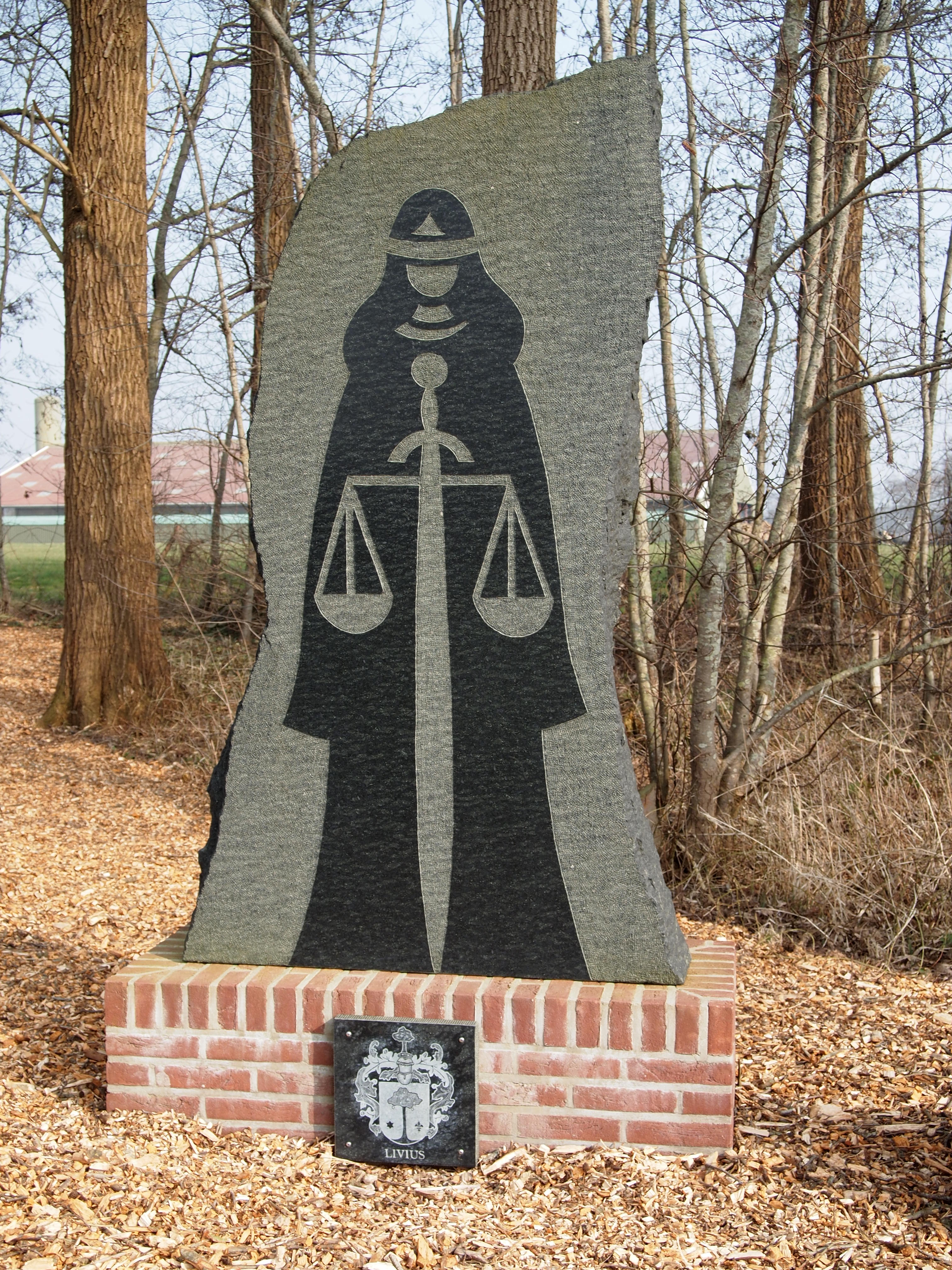
Vrouwe Justitia van de beeldend kunstenaar Anne Woudwijk
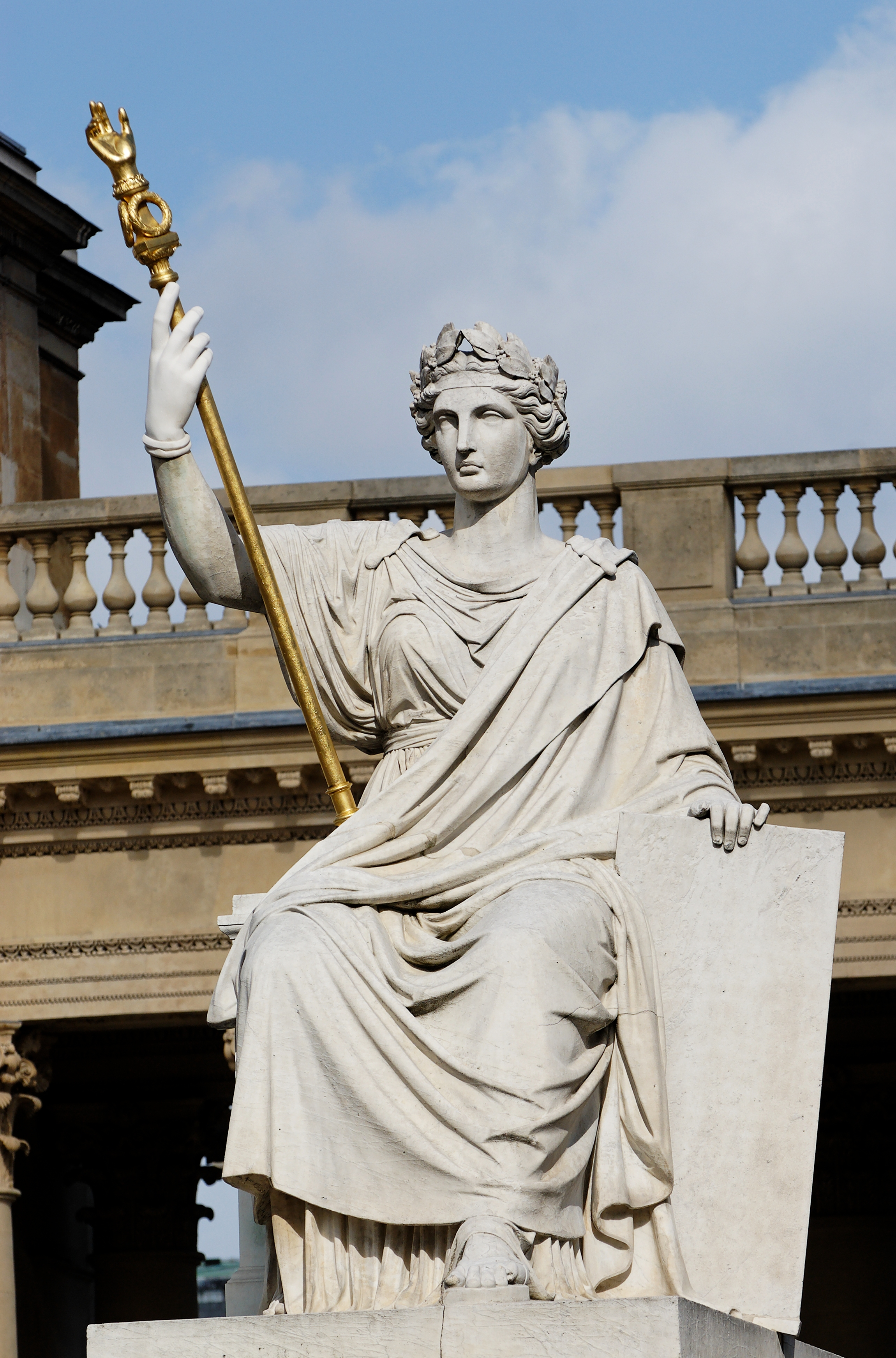
La Loi van Jean-Jacques Feuchère, 1852. Place du Palais-Bourbon, Parijs
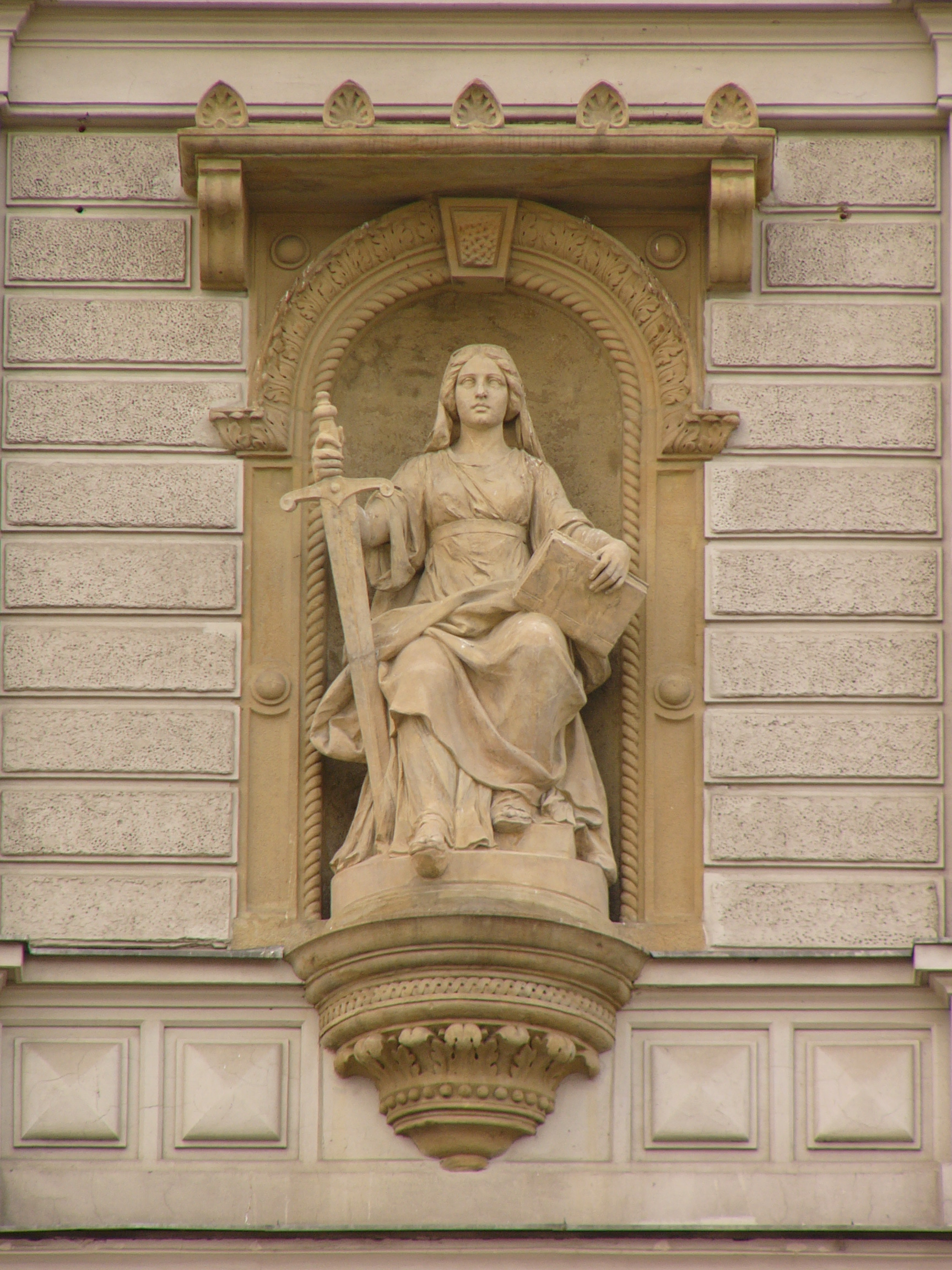
Allegorie van de gerechtigheid, Olomouc.
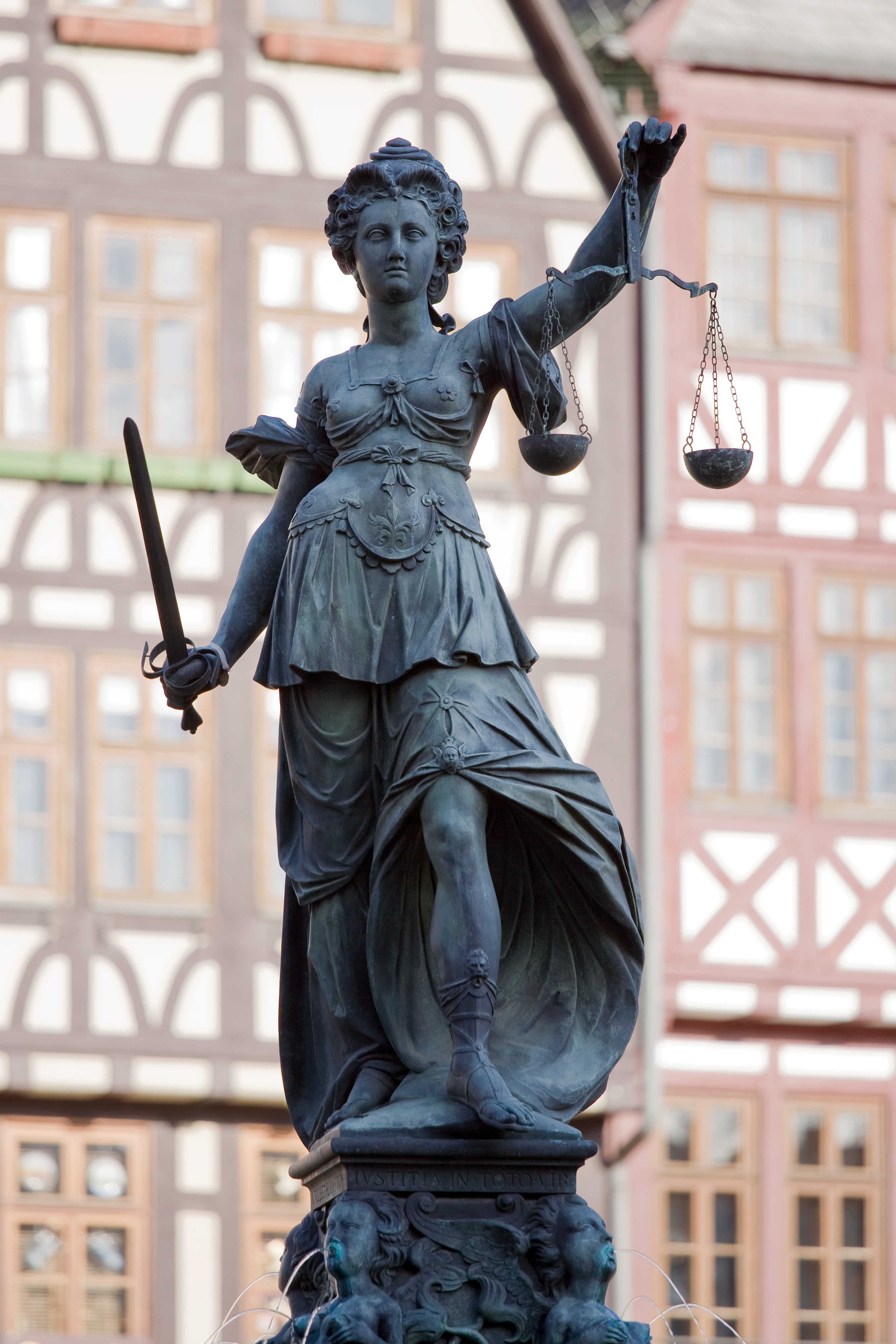
Frankfurt
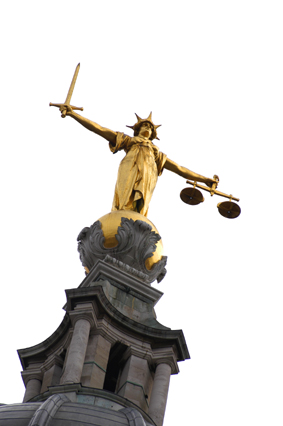
Justitia voor het gebouw van de Old Bailey, City of London
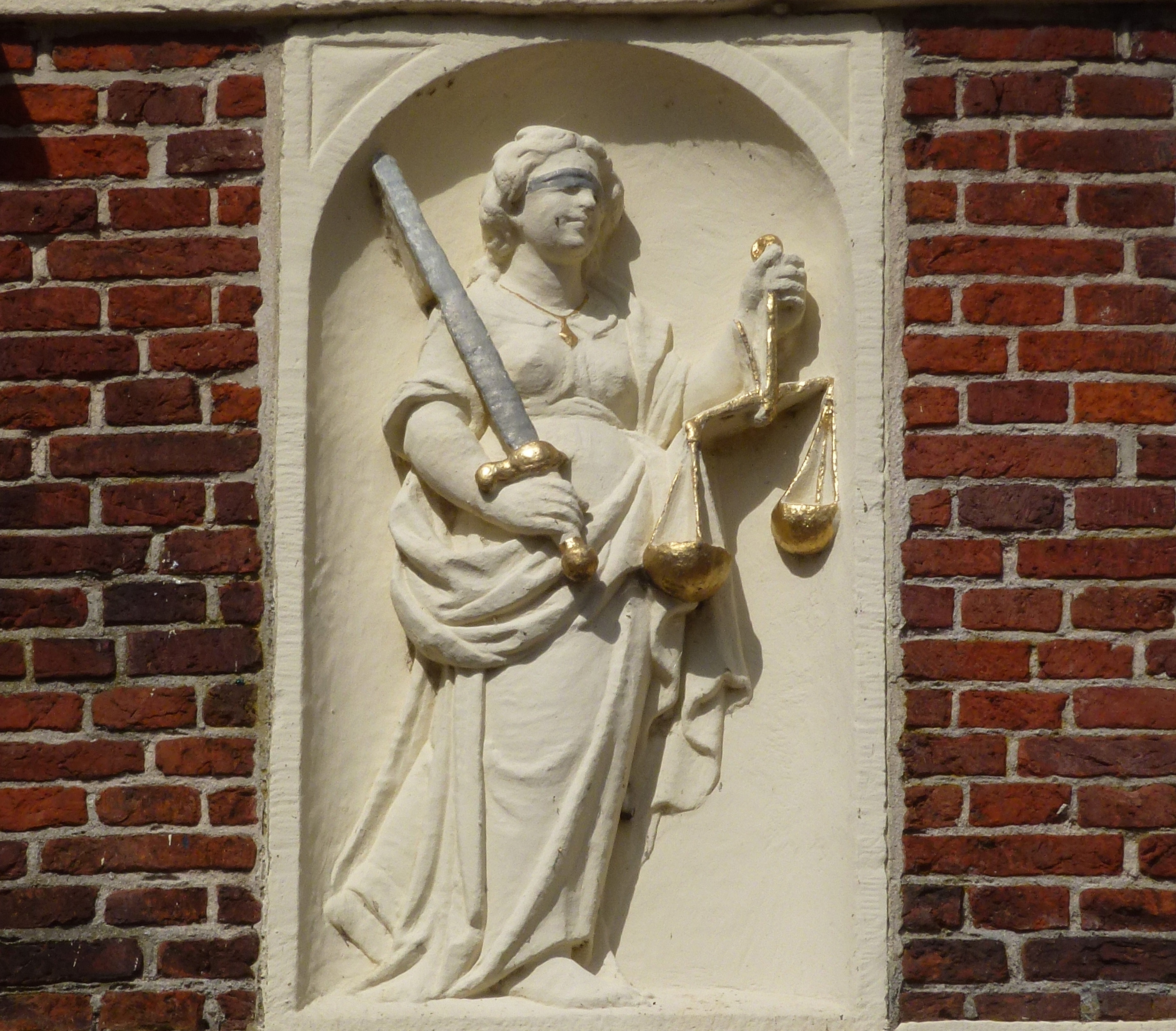
Justitia reliëf, Reghthuys in Nieuwkoop